# G4S
G4S (voorheen Group4Securicor) is de grootste beveiligingsfirma ter wereld.
G4S is actief in meer dan honderd landen en telde in 2017 meer dan 610.000 werknemers. Dit maakt van G4S een van de grootste private werkgevers ter wereld.

## Geschiedenis
Het fundament van de huidige organisatie ligt in Denemarken, waar in 1901 Marius Hogrefe het bewakingsbedrijf København Frederiksberg Nattevagt startte. Na verschillende fusies en overnamen ging het bedrijf verder onder de naam Falck. Het beursgenoteerde Falck fuseerde in 2000 met de wereldwijde onderneming Group 4 Securitas, het Europese Seceurop en de Nederlandse Veiligheidsdienst in Group 4 Falck.
In 1951 werd het Britse bedrijf Securicor opgericht. In 2004 ontstond Group4Securicor door het fuseren (gelijkwaardig) van de Deense onderneming Group 4 Falck en de Britse onderneming Securicor. In 2009 besloot het bedrijf wereldwijd verder te gaan onder de naam G4S, nu niet meer beschouwd als een afkorting, maar als een zelfstandige naam.
In Nederland waren de bedrijfsactiviteiten tot 2013 verdeeld over twee ondernemingen: G4S Secure Solutions en G4S Cash Solutions. Deze twee vormden samen het bedrijf G4S Nederland.
In 2016 verkocht G4S de Israëlische tak voor 88 miljoen Britse pond aan het Israëlische investeringsfonds FIMI Opportunity Funds (FIMI). Het bedrijf bleef wel actief in Israël. De Israëlische tak ging verder onder de naam G1 Secure Solutions.
Op 9 augustus 2019 werd bekend dat G4S het geld- en waardetransport afsplitste. Op 26 februari 2020 raakte bekend dat het Amerikaanse Brink's deze activiteiten overnam, waardoor die firma haar herintrede op de Belgische en Nederlandse markt deed. De overname zou weinig impact hebben op het personeel en management.

## Activiteiten
G4S is actief op het vlak van:
- Beveiligingssystemen en techniek
- Risicobeheer en beveiligingsadvies
- Ondersteuning van politie en justitie
- Receptiediensten
- Objectbeveiliging
- Mobiele surveillance
- Alarmcentrale
- Luchthavenbeveiliging
- Gevangenisbeveiliging
- Training en opleiding
- Munitievervoer